# Menudo (banda)

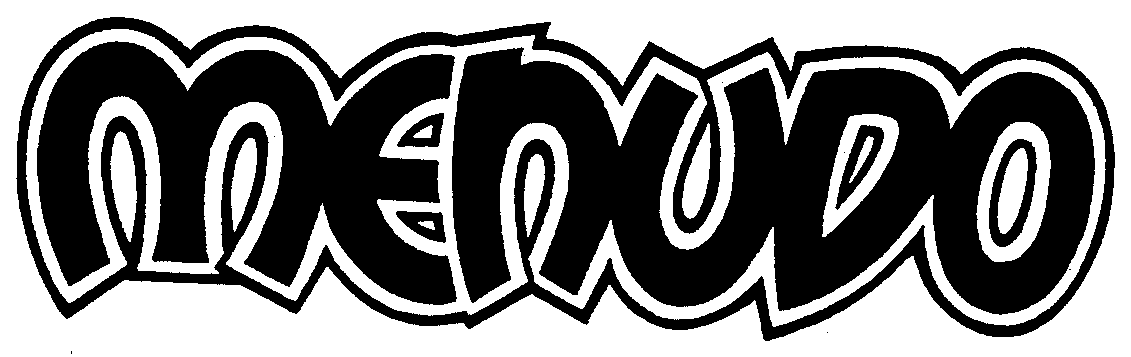
El logo de MENUDO, usado desde sus inicios, y sigue vigente al día de hoy

Menudo es una agrupación musical puertorriqueña, inicialmente infantil, que se creó en 1977 por iniciativa del productor Edgardo Díaz, cuya primera alineación solo fue conocida en Puerto Rico. Menudo ha vendido unos 20 millones de discos en todo el mundo. En una segunda etapa fueron muy conocidos en España, varios países de Hispanoamérica, Filipinas y Estados Unidos. Gracias a las adaptaciones a otros idiomas realizadas de varios de sus temas, cantados en inglés, portugués e italiano, se dieron a conocer también en Italia, Brasil, Portugal, Reino Unido y Canadá.
El grupo debutó el 26 de noviembre de 1977, en su natal Puerto Rico.

## Historia

### Primeros años
Menudo fue creado por el productor puertorriqueño Edgardo Díaz en 1977, quien tras el éxito que tuvo al trabajar con la agrupación juvenil española La Pandilla de 1973 a 1976, regresó a su natal Puerto Rico para formar un nuevo grupo. Su idea en mente era la de un quinteto juvenil cuyos miembros se cambiaran a medida que crecieran para que el conjunto siempre estuviera integrado por adolescentes. Al comienzo, las reglas por las que los integrantes debían abandonar la agrupación eran cumplir los 16 años de edad, si cambiaban de voz, si les crecía el vello facial o si se volvían demasiado altos.
La primera formación incluyó a dos grupos de hermanos:
- Los Meléndez Sauri: Ricky, Carlos y Óscar. Estos tres eran, además, primos segundos de Edgardo Díaz.
- Los Sallaberry Valls: Fernando y Óscar Neftalí (Nefty).

El nombre del naciente quinteto vino prácticamente por casualidad, después de un simpático incidente durante su segundo ensayo, cuando la hermana de Díaz entró en la casa en donde se encontraban y, desconcertada al encontrar cinco jóvenes bailando y cantando en el garaje, exclamó en voz alta "¡Que mucho menudo hay aquí!". La frase 'pegó' y por ello el grupo fue llamado Menudo.[cita requerida]
En los años posteriores, Menudo recorrió Puerto Rico presentándose en centros comerciales, fiestas patronales y otros eventos. En su primer año de labores, 1977, lanzaron su primer álbum titulado "Los fantasmas". La canción homónima fue su primer éxito, y gracias a ella pudieron conseguir un programa de televisión en Telemundo Canal 2 cada sábado por la noche. Luego de la gran aceptación inicial, publicaron un segundo álbum llamado "Laura".
Dando cumplimiento a las reglas de renovación de integrantes, Nefty fue el primer miembro de la formación pionera en salir de Menudo y su lugar lo tomó René. Sucesivamente Carlos, Fernando y Óscar se despidieron del grupo y sus reemplazantes fueron Johnny, Xavier y Miguel. Ricky fue el único de los originales que se mantuvo dentro del quinteto por espacio de siete años.
Hasta ese momento, Menudo era un grupo que había logrado un reconocimiento y fama importantes en la isla boricua.

### El éxito en la década de 1980
Con René, Xavier, Johnny, Miguel y Ricky, a quienes luego se unieron Charlie y Ray en reemplazo de los dos primeros respectivamente, comenzó la etapa dorada del grupo puertorriqueño. Las canciones pegadizas que ya habían conquistado a sus fanáticas de la Isla del Encanto hicieron lo propio en Venezuela, el primer país en donde Menudo hizo en 1980 la primera escala de un largo recorrido convirtiéndose Venezuela en el primer mercado internacional que les abrió las puertas  y donde comenzaron a proyectarse hacia otros países.
En 1981 salió al mercado el álbum "Quiero ser", el primero de una trilogía que catapultó a los cinco isleños a una gran popularidad nunca antes vista con artista alguno de la América española, más conocida como "menuditis" o "menudomanía". Los otros dos discos fueron grabados en Estúdios Kirios, Madrid, España, donde tuvieron el apoyo de arreglos y composición de los directores españoles Alejandro Monroy, Carlos Villa (que ya había contribuido en el anterior álbum), y Luis Gomes Escolar. los álbumes "Por amor" y "Una aventura llamada Menudo". A diferencia del mercadeo actual de música, en el que se lanzan en radio desde una hasta tres canciones de un álbum a modo de sencillos para impulsar la venta del disco, en el apogeo de Menudo prácticamente todas las canciones de los trabajos citados fueron radiodifundidas. Además, durante un periodo el grupo se dio el lujo de grabar dos discos por año, algo que en el presente para muchos intérpretes es impensable y muy poco probable.
Las canciones de mayor preferencia de estas tres producciones son:
- "Quiero ser": Mi banda toca rock, Quiero ser, Rock en la TV, Claridad, Súbete a mi moto, Sólo tú sólo yo, Me voy a enamoriscar.
- "Por amor": Quiero rock, Es por amor, La chispa de la vida, Cuándo pasará, Dulces besos, Fórmula, Susana, Y yo no bailo.
- "Una aventura llamada Menudo": A volar, Señora Mía, Lluvia, Clara, Tú te imaginas, Dame un beso, Cámbiale La Pilas, Coquí.

Ese éxito sin precedentes hizo también que alrededor del grupo se desarrollara una fuerte estrategia de mercadeo de imagen: aparte de los discos, era común encontrar afiches, láminas autoadhesivas, llaveros, revistas-cancionero, camisetas, tatuajes de agua, fotos para estampar en camisetas mediante planchas, entre otros. En Colombia, una empresa local confeccionaba, bajo licencia, ropa basada en el vestuario que el quinteto lucía en sus presentaciones.
Menudo dedicó canciones especialmente a los países donde su éxito era mayor.
- El Pavo Real (Venezuela) interpretada por René Farrait
- La Flor de la Canela (Perú) interpretada por Miguel Cancel
- Cielito Lindo (México) interpretada por Miguel Cancel
- La Murga (Panamá) interpretada por Johnny Lozada
- Coquí (Puerto Rico) interpretada por Charlie Massó

Además de la música, Menudo también incursionó en otros campos:
- Cine: Se realizaron dos cintas, Menudo: la película, producida en 1981 y aprovechando una gira por Venezuela; y Una aventura llamada Menudo (película), filmada un año después en su natal Puerto Rico y cuya banda sonora fue publicada en el disco homónimo.
- Televisión: En su fase inicial el grupo ya había participado en un programa llamado "La gente joven de Menudo". Posteriormente vinieron las telenovelas. Realizaron dos en Venezuela para Radio Caracas Televisión, Quiero ser en 1981 y Por Amor en 1982, aprovechando el lanzamiento de su disco homónimo.
- Revistas: Aparte de los cancioneros, en varios países americanos se editó la Fotonovela Menudo, publicación que mostraba al quinteto en situaciones embarazosas y a la vez divertidas.

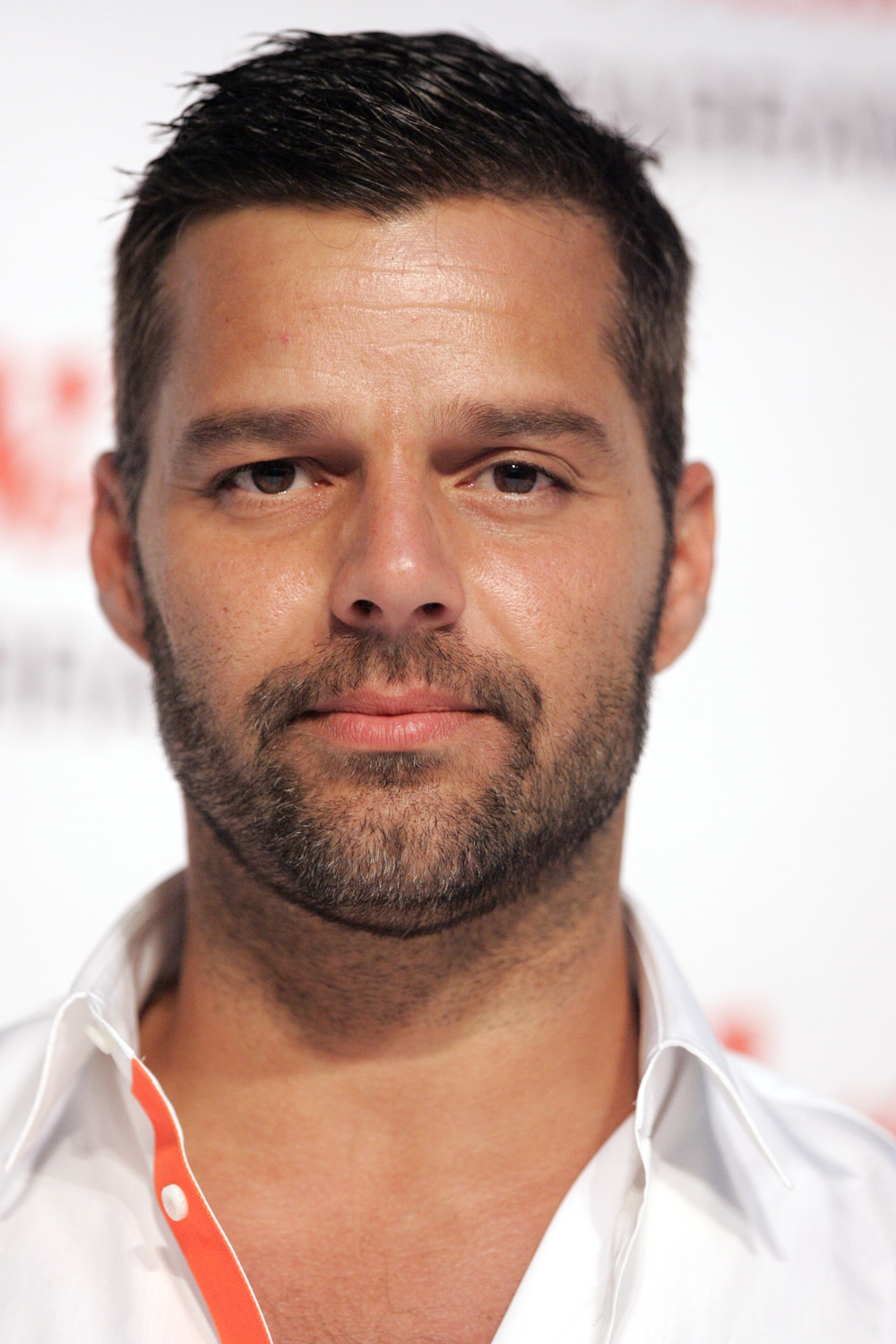
Ricky Martin el miembro más exitoso tras su salida de Menudo.

El grupo se volvió muy popular en toda Hispanoamérica, desde México hasta Argentina incluyendo Brasil, un mercado difícil para el pop en español. Grabaron canciones en portugués, inglés, italiano y tagalo, probaron suerte en Europa y llegaron a conquistar Japón. Participaron en infinidad de programas televisivos, comerciales, presentaciones e incluso talk shows. Durante ese tiempo, Edgardo Díaz adquirió una aeronave Lockheed Jetstar que había pertenecido al presidente de Estados Unidos Richard Nixon y el Shah de Irán. El avión llevaba el nombre de Menudo en ambos lados del fuselaje y fue así que se convirtieron en la primera agrupación juvenil "boy band" en tener un avión privado. El grupo también era conocido en España y el resto de Europa. En 1983, Menudo firmó un multimillonario contrato por seis años con RCA Internacional. Su base de fanes en América creció, especialmente entre los jóvenes, como lo evidencia "Menudo on ABC", una serie de anuncios musicales de cuatro minutos, transmitidos por la ABC en su Contenedor televisivo Infantil-juvenil de los sábados en la mañana durante la temporada del otoño de 1983. También interpretaron el tema principal de "Rubik, the Amazing Cube", de ABC, así como diversos videos musicales durante dicho programa. En este año, también lanzaron su álbum "A Todo Rock" y la alineación en esos tiempos era Ray Reyes, Roy Roselló, Ricky Meléndez, Charlie Massó y Johnny Lozada. Canciones como "Zumbador", "Chicle De Amor", "Indianápolis" y el gran éxito de la canción "Si Tú No Estás". Para el año 1985 se unieron las fanes en un gran certamen "La chica Joven de Menudo", una creación de René Zayas y productor del mismo este certamen, duró 5 años. Este certamen no fue un certamen de belleza sino de conocimientos y trayectoria del grupo. El certamen también se celebró en México, Nueva York y Texas. 
En 1984, Johnny Lozada fue sustituido por Robby Rosa (ahora conocido como Robi Draco Rosa o Draco Rosa), quien nació en Nueva York (EE. UU.). Con Robby, Menudo lanzó su primer álbum en inglés "Reaching Out" que presentó el tema "Like a Cannonball" para la película Cannonball Run II, y su primer álbum en portugués, "Manía", ambos con versiones de algunos de sus éxitos. La gira respectiva tuvo lugar en EE. UU. y Brasil durante el primer semestre de 1984, con llenos totales en los lugares donde se presentaban.

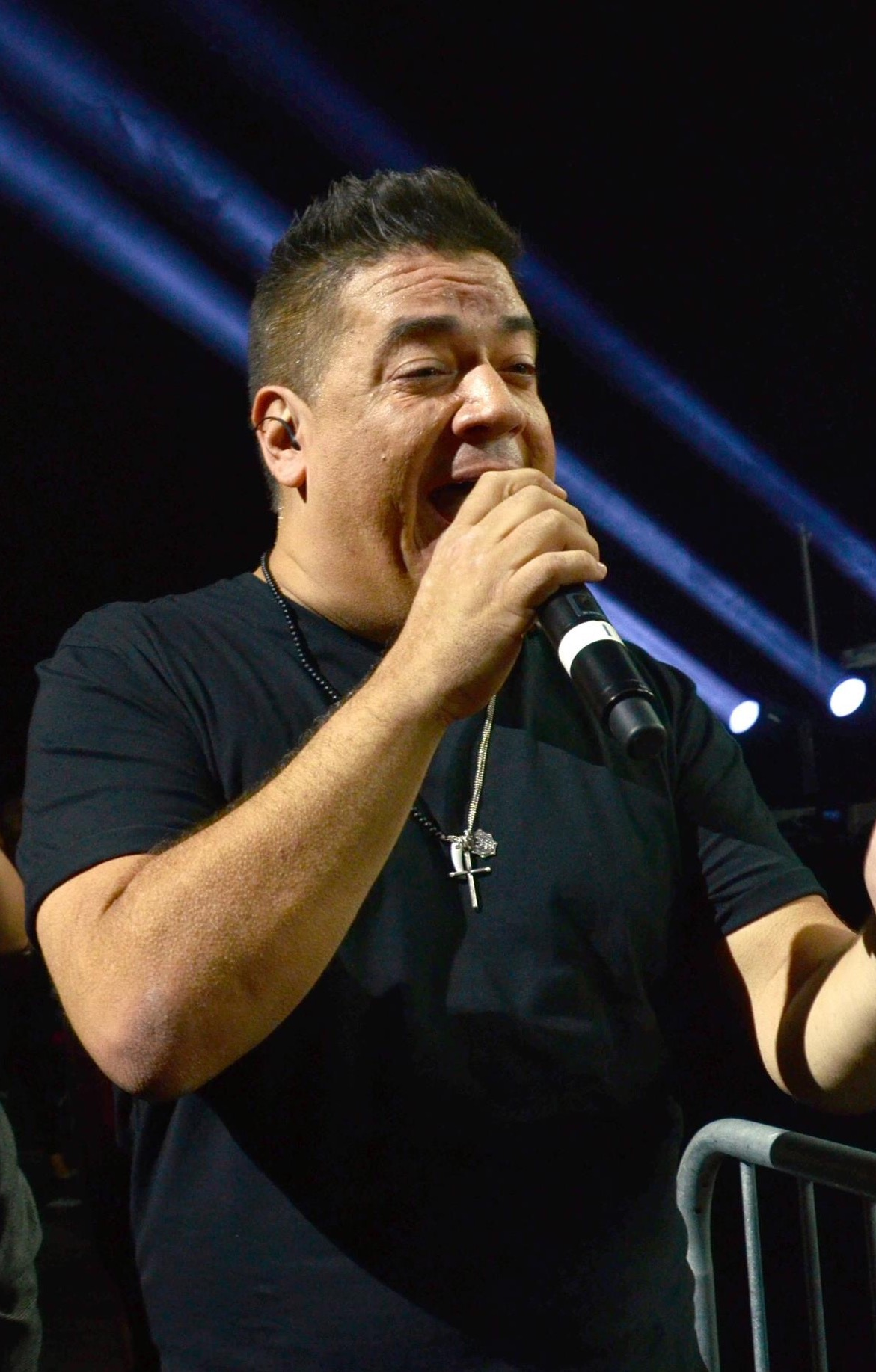
Ray Reyes, el ex menudo detrás del proyecto de El Reencuentro.

En septiembre de 1984, Ricky Meléndez, quien era el único miembro original restante, abandonó el grupo en un concierto masivo celebrado en su ciudad natal, Caguas, Puerto Rico. Se convirtió en el único miembro de Menudo en permanecer siete años en el grupo y fue reemplazado por Ricky Martin, quien es el integrante de Menudo más popular en todo el mundo después de salir de la agrupación. Con él, Menudo continuó el éxito y su popularidad llegó a Filipinas y algunas partes de Asia, incluido Japón. Menudo también hizo comerciales en inglés para Pepsi, Scope, McDonald's y Crest y durante ese tiempo también hizo una aparición en el popular programa infantil latinoamericano Plaza Sésamo.
Durante ese tiempo, Menudo celebró una exitosa gira en Brasil, actuando frente a cientos de miles de fanes. Tanto así, que se realizaron denuncias de que se habían sobrevendido boletos para los conciertos de esta exitosa gira realizada por el Brasil. En un concierto en Río de Janeiro la capacidad era de 60 000, pero fueron vendidas 70 000 entradas. Dos mujeres murieron. En São Paulo, la capacidad del estadio era de 100 000 y se sobrevendió con 200 000 personas.
El grupo continuó lanzando varios álbumes en español, portugués e inglés, además de interpretar el nuevo tema de Spartakus y El Sol Bajo El Mar en Nickelodeon.
En 1985, la película Mixed Blood presentó escenas en donde Menudo aparece indirectamente, como una en la que hay un cartel de Menudo en una pared y otra en la que unos personajes se detienen en una tienda llamada "Menudomanía". Y en la serie Miami Vice es nombrado como algo grande al comentar Don Johnson, el protagonista de la serie, "hay tanta gente aquí, como si se estuviera en un concierto de Menudo" refiriéndose en una escena dentro de un centro comercial.
En 1986 viajaron unos meses a la Argentina donde grabaron el programa Menudo, Por Siempre Amigos, que se emitió por Canal 11. Durante el casting, ningún miembro podía tener más de 16 años ni presentar vello facial. Al ser un producto de exportación para Latinoamérica, fue necesario que los actores argentinos participantes, entre ellos Pablo Rago (quien recién había participado en la película argentina ganadora del Oscar La historia oficial) y Adrián Suar (que acababa de terminar su labor en Pelito), utilizaran un acento español neutro, lo que convirtió a la telenovela en un programa humorístico de culto.
En 1987, Menudo inició su etapa roquera, muy controvertible y no tan exitosa como sus anteriores. Robby Rosa, la voz y alma del grupo en ese momento, decide renunciar por diferencias con la administración y es sustituido por Rubén Gómez. Con este nuevo integrante Menudo queda constituido por Sergio González, Ricky Martin, Raymond Acevedo, Rubén Gómez y Ralphy Rodríguez. Este último, en varias presentaciones era sustituido por el exintegrante Charlie Masso, ya que muchos consideraban que no estaba listo para asumir la responsabilidad que era ser integrante de Menudo.
Durante 1988 y 1989, Menudo lanzó discos como "Sombras Y Figuras", "Sons of Rock" y "Los Últimos Héroes". Con esta trilogía el Grupo Menudo regresó a Venezuela realizando una miniserie titulada "Los Últimos Héroes" con la televisora venezolana Radio Caracas Televisión, protagonizada por Menudo y Mimi Lazo. Regresaron a Estados Unidos con "Los Últimos Héroes", su disco homónimo en esta época vendió más de 40 000 copias en EU, devolviéndoles por un corto tiempo su fama en este país. Ángelo García fue sustituido a principio de los 90 por César Abreu, quien renunció llevando solo 7 meses en el grupo, dándole paso al primer extranjero en cantar en el grupo, Adrián Olivares, mexicano de nacimiento, para luego entrar en un ciclo de adversidades y desavenencias que le costaron la popularidad y el respaldo del público.

### Los Últimos Años
Para 1990, la popularidad de Menudo descendió. Tras el lanzamiento del álbum "No me corten el pelo", dos de sus miembros, Sergio y Rubén, fueron arrestados por posesión de drogas al regreso de una presentación del grupo. Ambos integrantes fueron despedidos y sustituidos por dos extranjeros, el actor venezolano Jonathan Montenegro y el español Edward Aguilera. Aún con estas nuevas caras al frente del grupo, el concepto no pudo sobrevivir mucho tiempo, pues a pocos meses Robert, Rawy y Jonathan renunciaron a Menudo, reclamando incumplimiento de contrato, trato cruel y maltrato emocional. El único integrante que decidió continuar en la banda fue Adrián Olivares.
Para 1991 se trató de reanimar al concepto con integrantes internacionales, pero no consiguió la misma cantidad de apoyo que se había visto durante los 80s. A pesar de esto, los nuevos integrantes , Andrés Blázquez, Alexis Grullón y Ashley Ruiz, junto con Adrián Olivares continuaron cosechando éxitos, especialmente en Perú y Panamá. Durante los primeros años de la década de los 90, grabaron las producciones discográficas "Detrás de tu mirada" y, "15 años", que incluyeron canciones que obtuvieron cierta popularidad en Latinoamérica, tales como "Bésame en la playa" y "Búscame".
En 1993, Adrián Olivares decidió abandonar el grupo y dejó su lugar al puertorriqueño  (conocido como "Ricky III"), quién se integró para la grabación de una nueva producción llamada "Imagínate...". De dicho disco se desprendieron temas como "Yo Quiero Bailar cerca de ti", "Amor Mío" y "Mil Ángeles", tema dedicado a la niña peruana Cecilia Huaman López, quien murió asfixiada en uno de sus conciertos debido a la excesiva asistencia de gente en el lugar.
Para los años 1994-1995, Ricky López y Ashley Ruiz decidieron abandonar el grupo. Ricky lo hizo repentinamente y Menudo continuó la gira con sólo cuatro integrantes. Poco tiempo después, Ashley anunció su salida y realizó algunos conciertos para despedirse formalmente del público. Para esta época, la regla de que cada integrante debía abandonar en grupo al llegar a los 16 años se suprimió. El cubano Didier Hernández y el venezolano Anthony Galindo se integraron a la banda e iniciaron la grabación del disco "Tiempo de amar" (el último con el nombre de Menudo), que se publicó en 1996. El disco incluyó temas populares como "¿Dónde está tu amor?" y "Soy todo un enredo". En 1997, el nombre de la banda cambió a MDO y Andrés Blázquez, el integrante más popular de esta generación, salió de la agrupación; Daniel René Weider lo sustituyó y comenzaron a grabar la primera producción discográfica bajo el nombre de MDO.
En 1998, los exintegrantes Ray, René, Charlie, Johnny, Miguel y Ricky Meléndez se reunieron para hacer el concierto "15 años después". Se presentaron con el nombre "El Reencuentro" e interpretaron canciones como "A volar", "Claridad", "Quiero ser", "Cámbiale las pilas", "Súbete a mi moto", entre otras.

## Making Menudo – Road to Menudo (El Nuevo Menudo)
Making Menudo fue un proyecto realizado por un grupo de inversionistas que se dedicaron a hacer audiciones en todo Estados Unidos y algunas lugares de Puerto Rico. Este fue un reality show de MTV al cual llamaron Road To Menudo, en donde se seleccionaron veinticinco cantantes masculinos bilingües en Nueva York, para crear un nuevo grupo que fuera la continuación de Menudo.
En 2007, los nuevos propietarios de este quinteto de pop latino, comenzaron con un proyecto de nuevas canciones en español e inglés, con el propósito de rescatar la energía de la banda legendaria creando "Making Menudo", un programa diseñado para recordar el pasado sobre los años dorados.
Posteriormente se firmó un multicontrato con SonyBMG nivel Epic Records. El reality fue dirigido por Johnny Wright el mánager de Justin Timberlake. Comenzaron a promocionar el proyecto en ciudades de los Estados Unidos, México y Puerto Rico para atraer jóvenes cantantes que quisieran pertenecer a una nueva banda que cantara en español e inglés. Las audiciones se realizaron en diferentes ciudades como Los Ángeles, Dallas, Miami, New York, entre otras. 
En la audición de Dallas, hizo parte del jurado seleccionador, el locutor de radio Daniel Luna y el cantante puertorriqueño Luis Fonsi, donde fueron seleccionados JC Gonzalez y José Monti Montañez. En New York, llevaron a 25 chicos y durante la pequeña competencia de una semana, escogieron a 15 participantes: José Monti Montañez, JC González, Carlos Pena, Jr., Anthony, Carlos Olivero, Chris Moy, Dennis, Eric, Hansel, Henry, Jorge Gabriel, Jorge Negron, José Bordonada, José Monti Montañez, Thomas y Trevor. 
El show fue filmado durante el verano bajo la mirada de Johnny Wright, quien ha supervisado las carreras de los Backstreet Boys, 'N Sync, Justin Timberlake y Janet Jackson.
Los concursantes del reality recibieron instrucción vocal con David Coury y formación en danza con el coreógrafo Aníbal Marrero. Miembros del reparto de Making Menudo tales como Carlos Olivero, JC González y Trevor Brown aparecieron en el escenario con el anfitrión Damien Fahey durante los MTV Total Request Live at de la MTV en Times Square el 23 de octubre de 2007 en la ciudad de Nueva York.
"Making Menudo" (Haciendo Menudo) fue puesta en marcha como una serie estelar el 25 de octubre de 2007, realizada en New York y South Beach, Florida. La serie presentó 10 capítulos y terminó el 20 de noviembre de 2007. 
Los miembros escogidos en esta versión fueron: José Bordonada Collazo, Chris Moy, Emmanuel Vélez Pagán, José Monti Montañez, y Carlos Olivero. En diciembre, unas semanas después de haberse conformado el grupo, sacaron una muestra de lo que traería Menudo: un EP llamado "More Than Words" (Más que palabras), incluían solo 4 canciones cuyos nombres eran: More Than Words, Más Que Amor, Move y This Christmas. 
En 2009 tuvieron un video en dos versiones titulado: "lost", en el cual aparece la actriz, modelo y cantante estadounidense Victoria Justice, lo que llamó mucho la atención del público hacia el video.
En 2015 después de la separación de "El Reencuentro", René Farrait, Miguel Cancel, Ray Reyes, Charlie Massó, y Robert Avellanet comenzaron una gira por América Latina y Estados Unidos, usando nuevamente el nombre Menudo, en lo que se conocería como Menudomanía Forever Tour bajo la Producción y manejo de la empresa In Miami Productions de la ciudad de Miami. 
En 2015 se anunció que Menudo volvería a los escenarios después de 6 años. Menudo Inc y el portal Showpitch realizaron audiciones digitales y físicas en Miami pero esta idea fracasó debido a la escasez de audiciones y por ello se canceló.
A principios del 2017, bajo el apadrinamiento de Charlie Massó nace EME6, una nueva generación de Menudo conformada por 6 jóvenes que tras participar en un reconocido reality musical colombiano logran reunir nuevamente esta fanaticada en una nueva era musical un poco más alternativa. A finales de este mismo años la empresa productora "In Miami Productions" manejada por la empresaria venezolana Cristina Bruan, anunció la Gira 40 Años de Menudo Menudomanía, la cual estaba pautada a comenzar en el verano del 2018. Esta gira contaría con integrantes de las dos eras más conocidas de Menudo: la Era Dorada y la Era Rock.

## Miembros de la banda
A continuación se enumeran los miembros anteriores de Menudo. Edgardo Díaz El grupo tenía una larga lista de miembros porque los chicos tenían que irse después de cumplir cierta edad, generalmente 16 años.
| Miembros                                         | Edades en el grupo | Años en el grupo  | Estado                       | Reemplazado por             | Notas                                                                                         | Instagram     |
| ------------------------------------------------ | ------------------ | ----------------- | ---------------------------- | --------------------------- | --------------------------------------------------------------------------------------------- | ------------- |
| Nefty Sallaberry                                 | 13–15              | 1977–79           | retirado                     | René Farrait                |                                                                                               |               |
| Carlos Meléndez                                  | 12–15              | 1977–80           | Retirado                     | Johnny Lozada               | Hermano de Óscar & Ricky y primo de Edgardo Díaz                                              |               |
| Fernando Sallaberry                              | 12–14              | 1977–80           | Retirado                     | Xavier Serbiá               | Nacido en Puerto Rico                                                                         |               |
| Óscar Meléndez                                   | 11–15              | 1977–81           | Retirado                     | Miguel Cancel               | Hermano de Carlos & Ricky y primo Edgardo Díaz                                                |               |
| Ricky Meléndez                                   | 9–16               | 1977–84           | Activo                       | Ricky Martín                | Hermano de Carlos & Óscar y primo de Edgardo Díaz                                             | (3) Instagram |
| René Farrait                                     | 11–14              | 1979–82           | Activo                       | Charlie Masso               |                                                                                               | (3) Instagram |
| Johnny Lozada                                    | 12–16              | 1980–84           | Activo                       | Robi Rosa                   |                                                                                               | (3) Instagram |
| Xavier Serbiá                                    | 12–14              | 1980–83           | Retirado                     | Ray Reyes                   | Analista Financiero en CNN en Español                                                         | (3) Instagram |
| Miguel Cancel                                    | 12–14              | 1981–83           | Activo                       | Roy Rossello                | Nacido en EE. UU. (primer miembro nacido en Estados Unidos)                                   | (3) Instagram |
| Charlie Massó                                    | 12–17              | 1982–87           | Retirado                     | Ralphy Rodríguez            |                                                                                               | (3) Instagram |
| Ray Reyes                                        | 12–15              | 1983–85           | Retirado                     | Raymond Acevedo             | Nacido en EE. UU. Fallecido en 2021                                                           | (3) Instagram |
| Roy Roselló                                      | 13–15              | 1983–86           | Retirado                     | Sergio Blass                |                                                                                               | (3) Instagram |
| Robby Rosa                                       | 14–17              | 1984–87           | Renuncia                     | Rubén Gómez                 | Nacido en EE. UU.                                                                             | (3) Instagram |
| Ricky Martín                                     | 12–17              | 1984–89           | Retirado                     | Rawy Torres                 |                                                                                               | (3) Instagram |
| Raymond Acevedo Kerkadó                          | 13–16              | 1985–88           | Renuncia                     | Robert Avellanet            |                                                                                               | (3) Instagram |
| Sergio González (Sergio Blass)                   | 13–18              | 1986–90           | Expulsado                    | Jonathan Montenegro         | Nacido en EE. UU.                                                                             | (3) Instagram |
| Ralphy Rodríguez                                 | 13–14              | 1987              | Renuncia                     | Ángelo García               |                                                                                               | (3) Instagram |
| Rubén Gómez                                      | 13–16              | 1987–90           | Expulsado                    | Edward Aguilera             | Nacido en EE. UU.                                                                             | (3) Instagram |
| Ángelo García                                    | 11–13              | 1988–90           | Renuncia                     | César Abreu                 | Nacido en EE. UU.                                                                             | (3) Instagram |
| Robert Avellanet                                 | 12–15              | 1988–91           | Renuncia                     | Ashley Ruiz                 |                                                                                               | (3) Instagram |
| Rawy Torres                                      | 13–15              | 1989–91           | Renuncia                     | Andy Blazquez               |                                                                                               |               |
| César Abreu                                      | 12–13              | 1990              | Renuncia                     | Adrián Olivares             |                                                                                               | (3) Instagram |
| Adrián Olivares                                  | 14–16              | 1990–93           | Abandona por voluntad propia | Ricky López                 | Nacido en México a 2 de junio de 1976, fallecido en 2024                                      | (3) Instagram |
| Edward Aguilera                                  | 13-14              | 1990–91           | Renuncia                     | Abel Talamántez             | Nacido en España.                                                                             | (3) Instagram |
| Jonathan Montenegro                              | 12                 | 1990–91           | Renuncia                     | Alexis Grullón              | Nacido en Venezuela.                                                                          | (3) Instagram |
| Ashley Ruiz                                      | 14–19              | 1991–95           | Abandona por voluntad propia | Didier Hernández            | Nacido en Miami, Florida, EE. UU. a 28 de mayo de 1976 (primer miembro de ascendencia cubana) | (3) Instagram |
| Alexis Grullón                                   | 14–20              | 1991–97           | Miembro hasta disolución     | Movio a MDO                 | Nacido en EE. UU. Nueva York a 24 de marzo de 1977 (de ascendencia dominicana)                | (3) Instagram |
| Andy Blázquez                                    | 12–18              | 1991–97           | Miembro hasta disolución.    | Movio a MDO                 | Nacido a San Juan, Puerto Rico a 16 de setiembre de 1978                                      | (3) Instagram |
| Abel Talamántez                                  | 12–18              | 1991–1997         | Miembro hasta disolución     | Movio a MDO '               | Primer mexicano-estadounidense.                                                               | (3) Instagram |
| Ricky López                                      | 12–14              | 1993–95           | Retirado                     | Anthony Galindo             | Apodado 'Ricky III'.                                                                          |               |
| Anthony Galindo                                  | 16–18              | 1995–97           | Miembro hasta disolución     | Movio a MDO                 | Nacido en Venezuela. Fallecido en 2020.                                                       | (3) Instagram |
| Didier Hernández                                 | 16–18              | 1995–97           | Miembro hasta disolución     | Movio a MDO                 | Nacido en Cuba.                                                                               | (3) Instagram |
| José Bordonada Collazo                           | 15–17              | 2007–09           | Abandona                     | Miembro hasta la disolución |                                                                                               | (3) Instagram |
| José Montañez "Monti Montañez" now (Che Antonio) | 18–20              | 2007–09           | Retirado                     | Miembro hasta la disolución |                                                                                               | (3) Instagram |
| Chris Moy                                        |                    | 2007–09           | Abandona                     | Miembro hasta la disolución |                                                                                               | (3) Instagram |
| Carlito Olivero                                  | 18–20              | 2007–09           | Retirado                     | Miembro hasta la disolución |                                                                                               | (3) Instagram |
| Emmanuel Vélez Pagán                             |                    | 2007–09           | Abandona                     | Miembro hasta la disolución |                                                                                               | (3) Instagram |
| Gabriel Rossell                                  | 13                 | 2023- Actualmente | Activo                       | Miembro actual              | Nacido en Falcón, Venezuela.                                                                  | (3) Instagram |
| Andrés Emilio Pirela                             | 14                 | 2023- Actualmente | Activo                       | Miembro actual              | Nacido en Maracaibo, Venezuela.                                                               | (3) Instagram |
| Alejandro Querales                               | 15                 | 2023- Actualmente | Activo                       | Miembro actual              | Nacido en La Guaira, Venezuela.                                                               | (3) Instagram |
| Ezra Gilmore                                     | 12                 | 2023-2024         | Renuncia                     | Zaulo Enchautegui           | Nacido en California, EE. UU.                                                                 | (3) Instagram |
| Nicolas Calero                                   | 10                 | 2023-2024         | Renuncia                     | Janvier Flores              | Nacido en New York, EE. UU.                                                                   | (3) Instagram |
| Janvier Flores                                   | 17                 | 2025- Actualmente | Activo                       | Miembro actual              | Nacido en Caguas, Puerto Rico.                                                                | (3) Instagram |
| Zaulo Enchautegui                                | 17                 | 2025- Actualmente | Activo                       | Miembro actual              | Nacido en Toa Baja, Puerto Rico. Sobrino del Ex- Menudo Edward Aguilera.                      | (3) Instagram |

## Discografía (como Menudo)
- 1977 - Los Fantasmas
- 1978 - Laura
- 1979 - Chiquitita
- 1979 - ¡Felicidades!
- 1980 - Más, mucho más...
- 1980 - Más, mucho más... (álbum recopilatorio de Venezuela)
- 1980 - Es Navidad
- 1981 - Fuego
- 1981 - Xanadu
- 1981 - Quiero ser
- 1982 - De colección
- 1982 - Por amor
- 1982 - Una aventura llamada Menudo
- 1983 - Adiós Miguel
- 1983 - A todo rock
- 1984 - Reaching out
- 1984 - Con amor - Tus éxitos favoritos
- 1984 - Manía
- 1984 - Evolución
- 1985 - Menudo
- 1985 - Ayer y hoy
- 1985 - A festa vai começar (versión en portugués de Ayer y hoy)
- 1986 - Viva! Bravo!
- 1986 - Refrescante...
- 1986 - Menudo (versión en portugués de Refrescante...)
- 1986 - Can't get enough
- 1986 - The Best of Menudo
- 1987 - Somos los Hijos del Rock
- 1987 - In Action
- 1988 - Sons of rock
- 1988 - Sombras y figuras
- 1989 - Los últimos héroes
- 1990 - La colección
- 1990 - Os Últimos Heróis
- 1990 - No me corten el peloEste es el logotipo que usaron los ex menudos, tras su reencuentro.
- 1991 - Detrás de tu mirada
- 1992 - 15 años
- 1993 - Cosmopolitan Girl
- 1993 - Vem pra mim
- 1994 - Imagínate…
- 1996 - Tiempo de amar

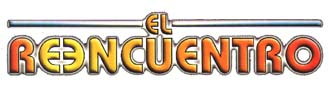
Este es el logotipo que usaron los ex menudos, tras su reencuentro.

- 1998 - El reencuentro: 15 años después
- 2007 - More Than Words
- 2007 - La historia
- 2023 - Un nuevo comienzo (A New Beginning) (EP)
- 2024 - Party En California (EP)
- 2024 - Matemática (EP)
- 2025 - Qué será de mí (EP)

## Giras
- Tour Chiquitita (1979–80)
- Tour Mucho Más (1980–81)
- Tour Menudomanía (1981–82)
- Tour Por amor a una aventura (1982–83)
- A Todo Rock Tour (1983–84)
- Menudo For USA (1984)
- Manía Tour Brasil (1984)
- Evolución Menudo (1984-85)
- Menudo Tour (1985-86)
- Refrescante Tour (1986-87)
- Hijos del Rock Tour (1987-88)
- Sombras y Figuras Tour (1988-89)
- Tour últimos héroes (1989-90)
- No Me Corten El Pelo Tour (1990-91)